# Christine Gerg
Christine Gerg (* 11. Juni 1977) ist eine ehemalige deutsche Freestyle-Skierin. Sie war auf die Buckelpisten-Disziplinen Moguls und Dual Moguls spezialisiert. 2001/02 gewann sie die Weltcup-Disziplinenwertung auf den Dual Moguls (Parallelbuckelpiste).

## Biografie
Christine Gerg gab im Dezember 1995 ihr Europacup-Debüt und erreichte in ihrer ersten Saison mehrere Top-10-Ergebnisse. Im Rahmen der Internationalen Jugendmeisterschaften in Châtel gewann sie die Bronzemedaille auf der Buckelpiste. Am 6. Dezember 1996 gab sie in Tignes ihr Debüt im Freestyle-Skiing-Weltcup, konnte sich vorerst aber nicht in den Punkterängen klassieren. Ihre erste Platzierung unter den besten zehn gelang ihr im Februar 1999 als Neunter in Madaro. Bei den darauffolgenden Weltmeisterschaften in Meiringen-Hasliberg belegte sie die Ränge 14 und 17. Zu Beginn des folgenden Winters erreichte sie drei Top-10-Resultate in Folge, fiel dann aber leicht zurück und musste die Saison im Februar verletzungsbedingt vorzeitig beenden.
Unmittelbar nach der Rückkehr in den Weltcup nahm Gerg an den Weltmeisterschaften 2001 in Whistler teil und musste sich mit den Plätzen 25 und 17 begnügen. Anfang März feierte sie in Liptovská Teplička ihren ersten und einzigen Europacupsieg. Während sie sich in der Einzeldisziplin weiter nicht im Spitzenfeld klassieren konnte, gewann sie im Dezember 2001 auf den Dual Moguls in Steamboat Springs ihr einziges Weltcup-Rennen. Mit zwei weiteren Spitzenresultaten sicherte sie sich den Gewinn der Disziplinenwertung und damit ihren größten Karriereerfolg. Im März 2002 bestritt die fünfmalige deutsche Meisterin ihre letzten Wettkämpfe im Weltcup.

## Erfolge

### Weltmeisterschaften
- Meiringen-Hasliberg 1999: 14. Moguls, 17. Dual Moguls
- Whistler 2001: 17. Dual Moguls, 25. Moguls

### Weltcupwertungen
| Saison  | Gesamt | Gesamt | Moguls | Moguls | Dual Moguls | Dual Moguls |
| Saison  | Platz  | Punkte | Platz  | Punkte | Platz       | Punkte      |
| ------- | ------ | ------ | ------ | ------ | ----------- | ----------- |
| 1997/98 | 106.   | 5      | 39.    | 24     | 29.         | 8           |
| 1998/99 | 36.    | 33     | 19.    | 132    | 18.         | 48          |
| 1999/00 | 37.    | 45     | 20.    | 180    | 13.         | 84          |
| 2000/01 | 69.    | 2      | 39.    | 8      | –           | –           |
| 2001/02 | 59.    | 22     | 27.    | 132    | 1.          | 232         |

### Weltcupsiege
| Datum             | Ort       | Land | Disziplin   |
| ----------------- | --------- | ---- | ----------- |
| 15. Dezember 2001 | Steamboat | USA  | Dual Moguls |

### Europacup
- Saison 1995/96: 4. Dual-Moguls-Wertung, 9. Moguls-Wertung
- Saison 1996/97: 7. Dual-Moguls-Wertung, 9. Moguls-Wertung
- Saison 1999/00: 7. Gesamtwertung, 5. Dual-Moguls-Wertung
- 5 Podestplätze, davon 1 Sieg:

| Datum        | Ort                | Land     | Disziplin   |
| ------------ | ------------------ | -------- | ----------- |
| 3. März 2001 | Liptovská Teplička | Slowakei | Dual Moguls |

### Weitere Erfolge
- 5 deutsche Meistertitel (Moguls 2001 und 2002, Dual Moguls 2001–2003)[2]
- Moguls-Bronze bei den Internationalen Jugendmeisterschaften 1996